# فورد کانتری اسکایر

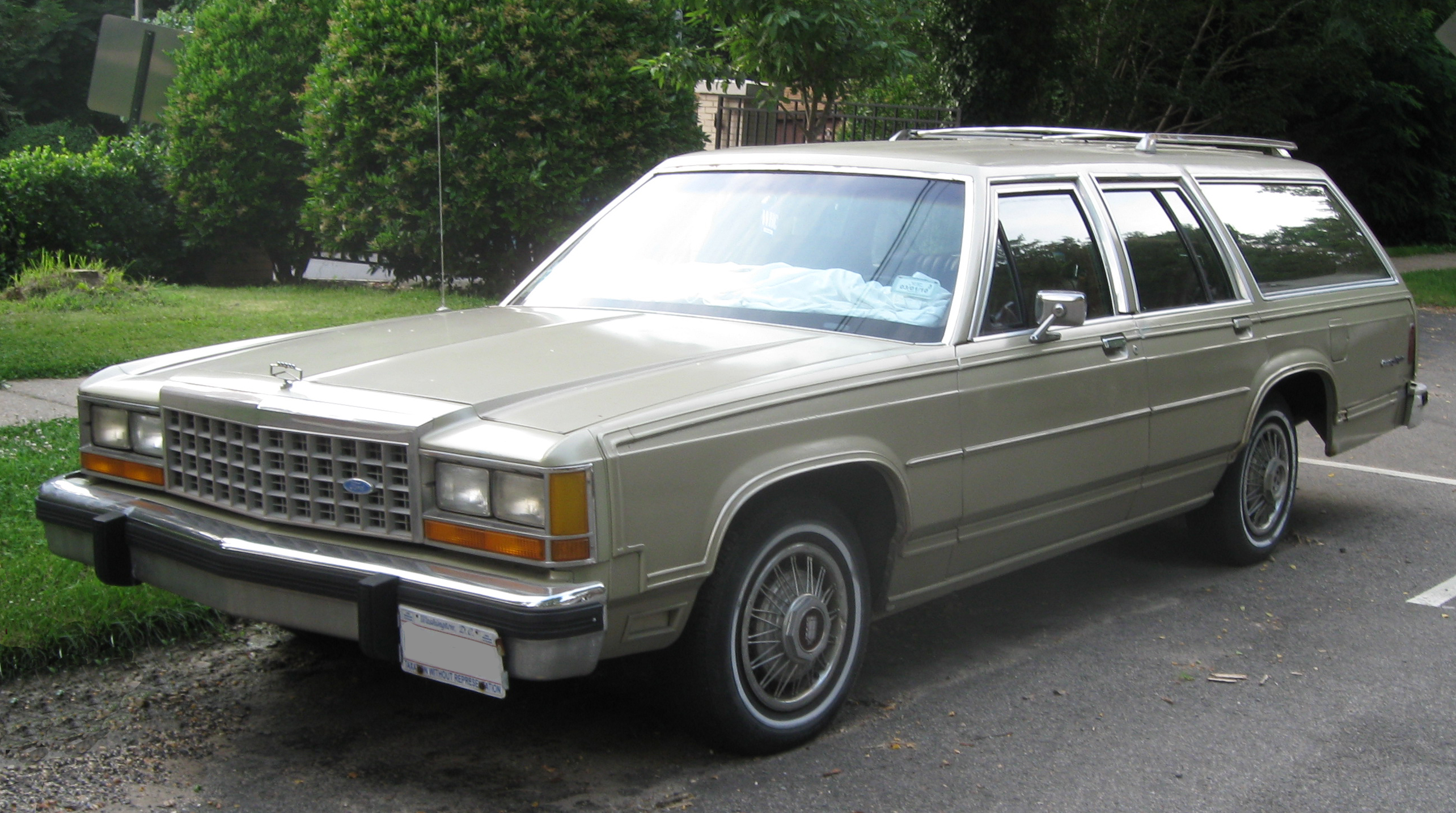

فورد کانتری اسکایر (Ford Country Squire) خودرویی است که در سال‌های ۱۹۵۱ تا ۱۹۹۱تولید شده‌است. طراحی آن خودروهای موتور جلو-محور عقب بوده است. 

## نگارخانه

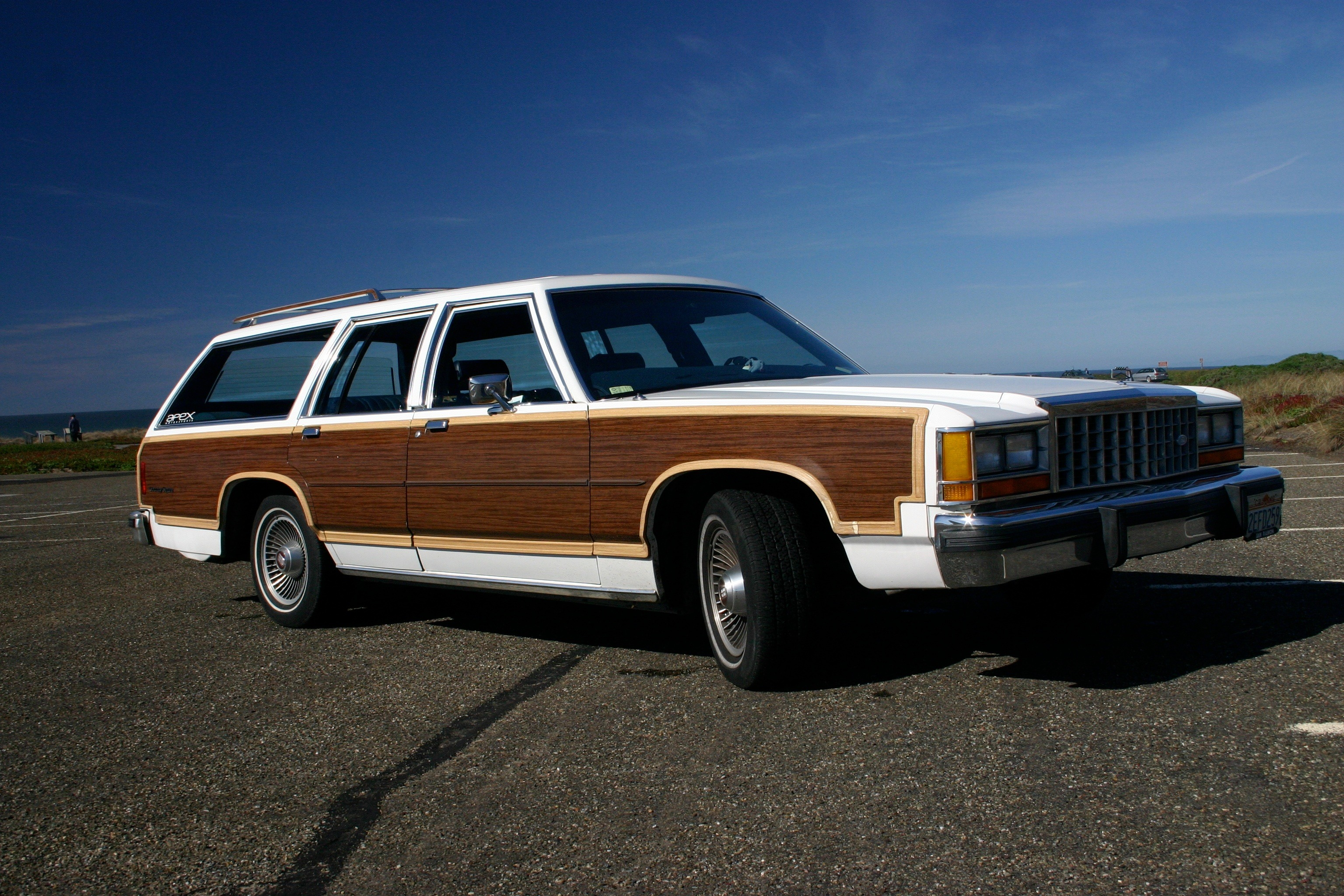
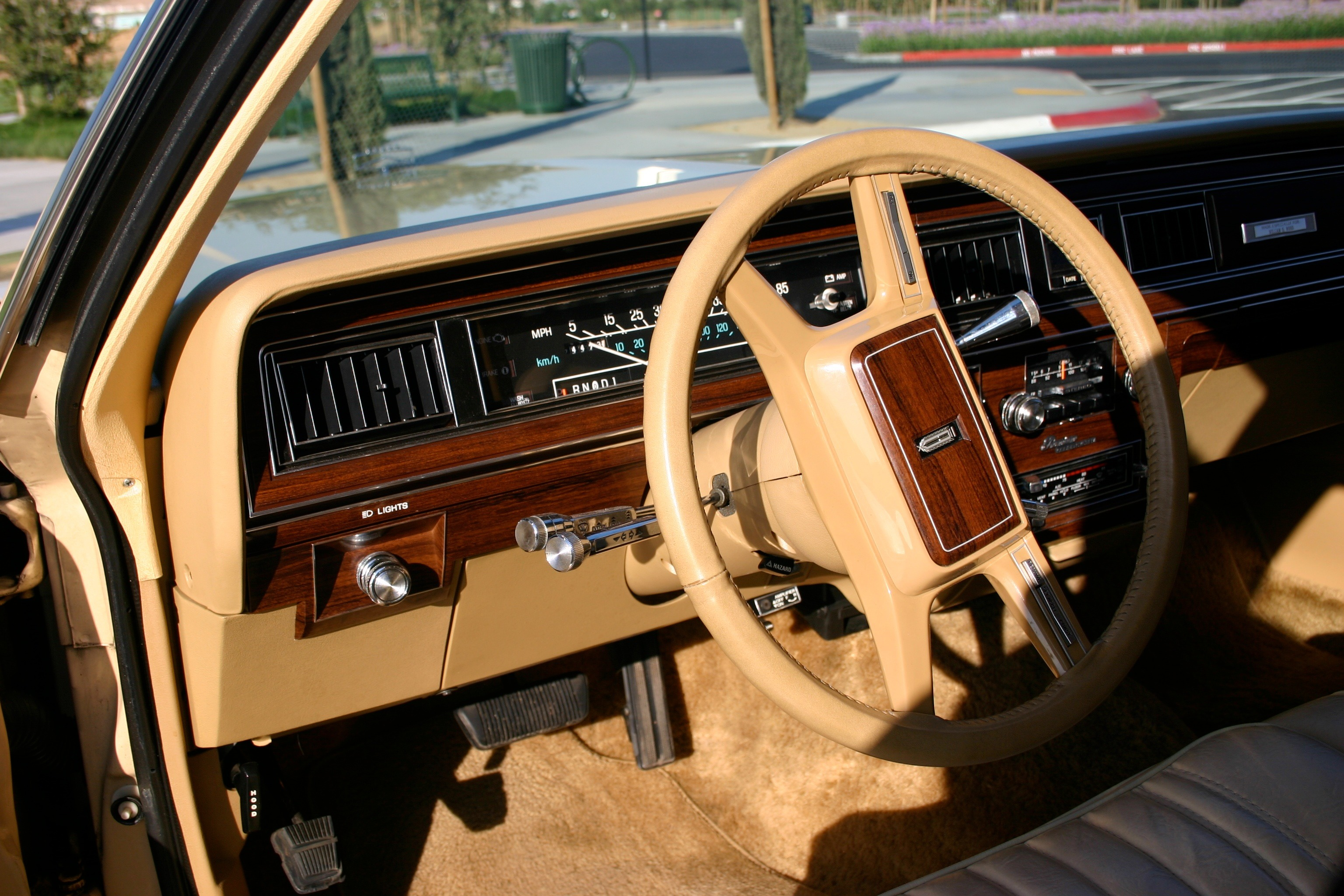
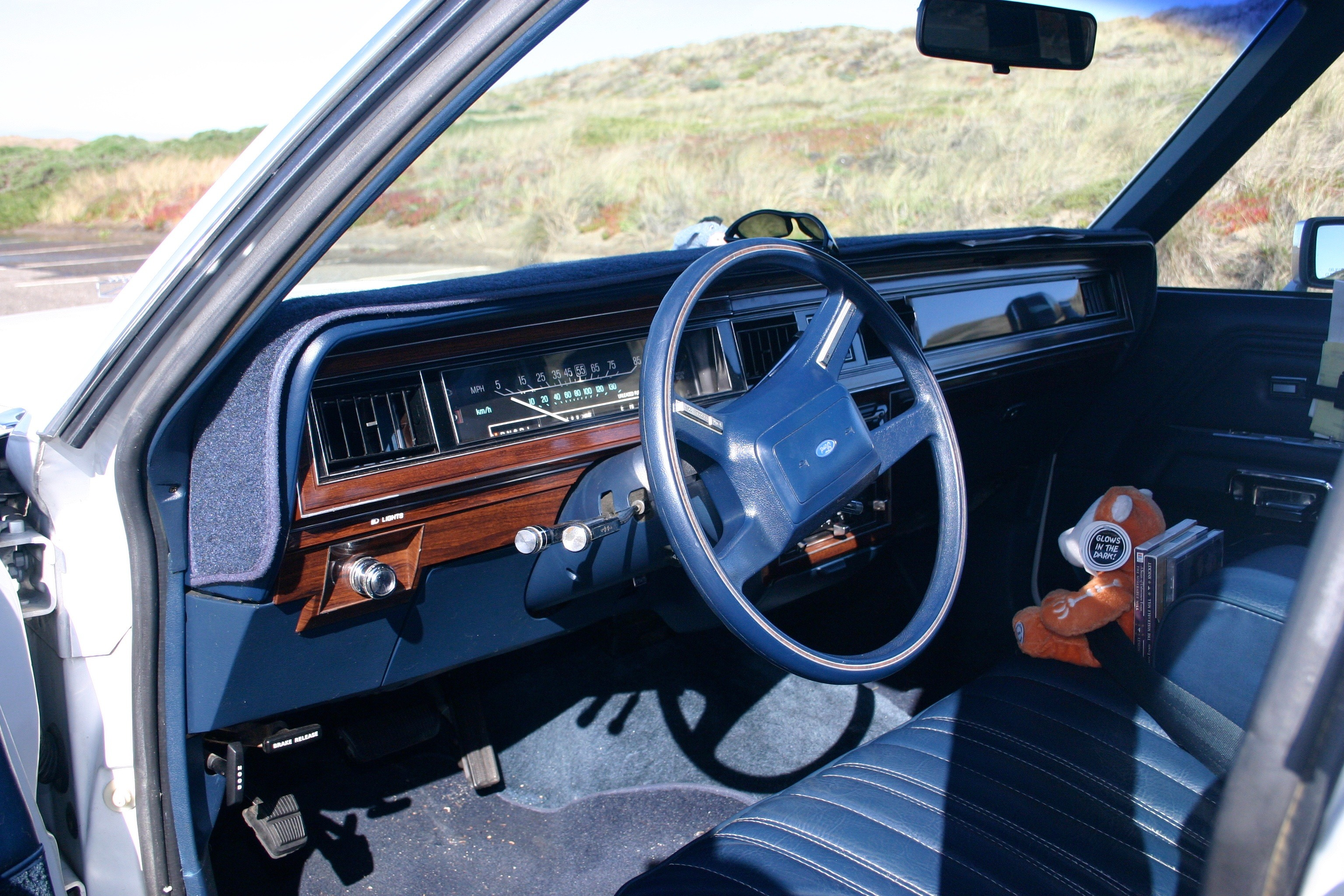
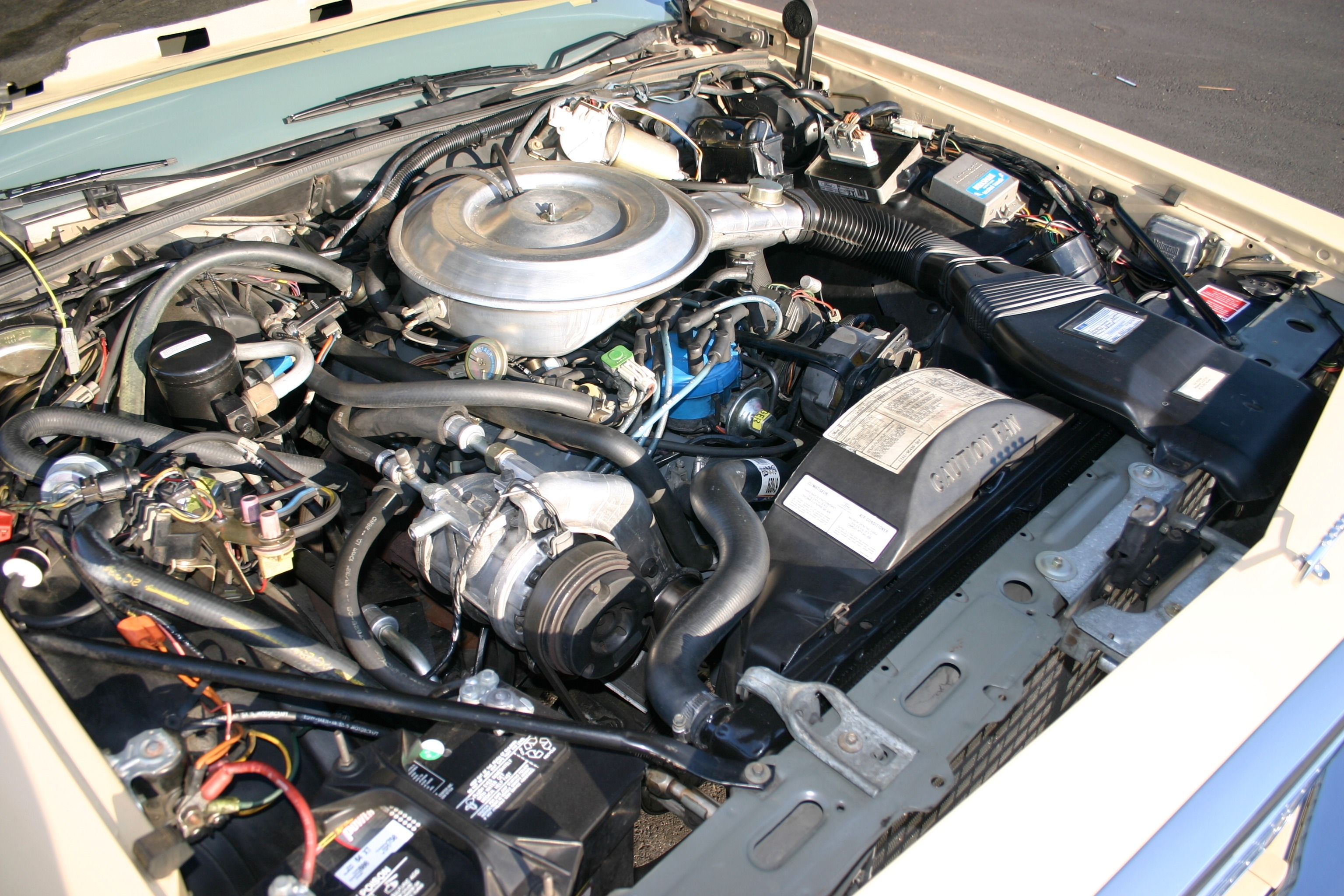
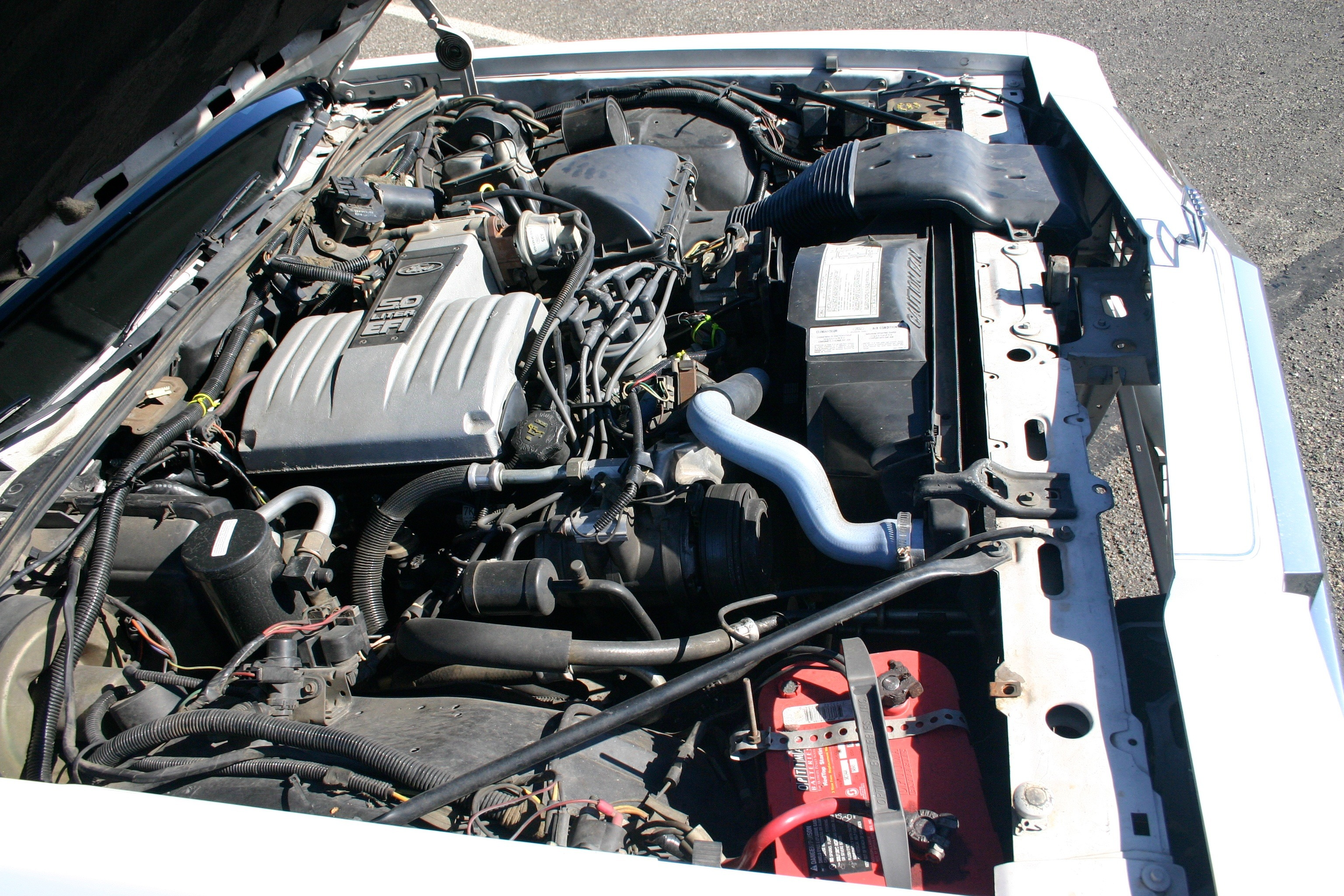
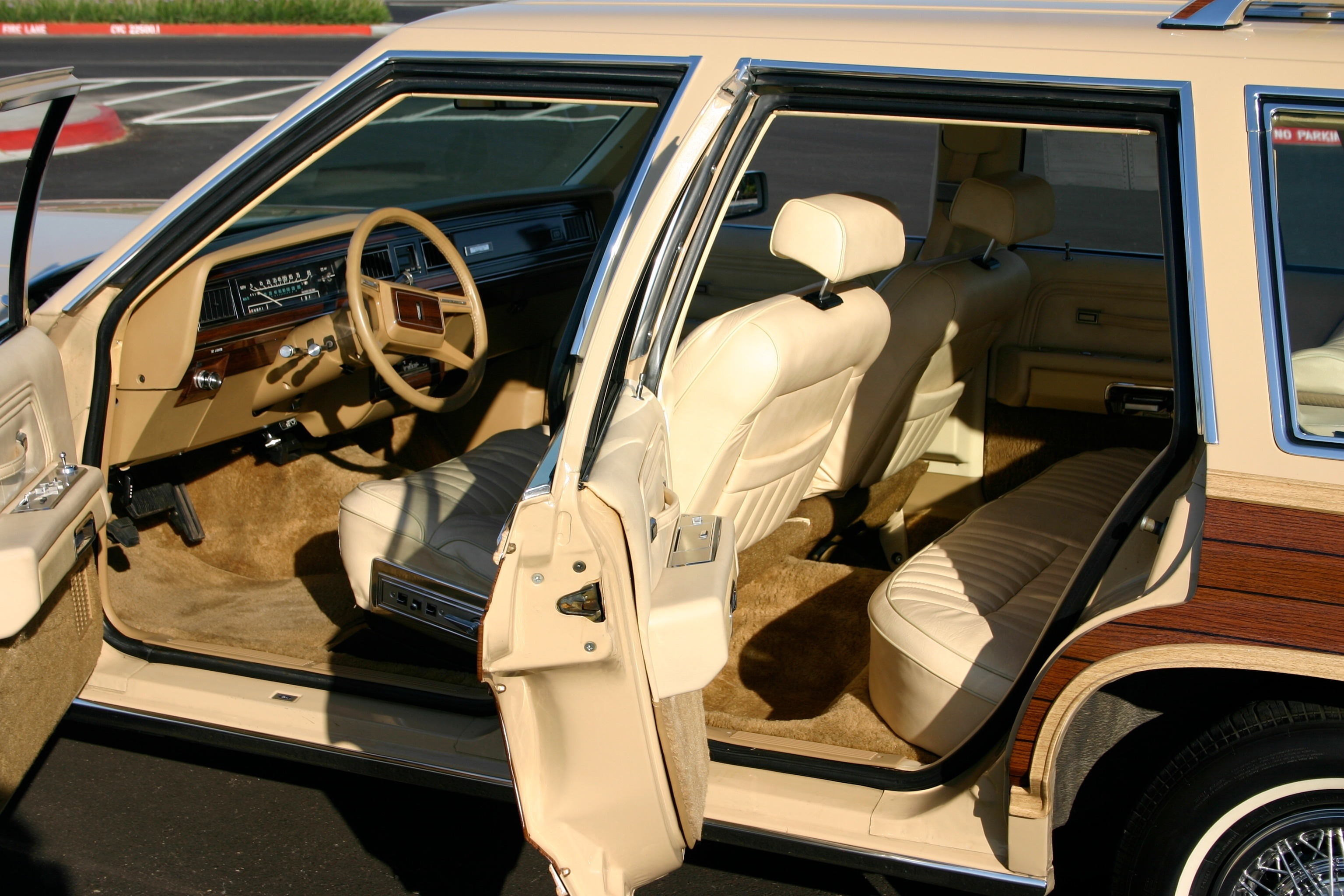
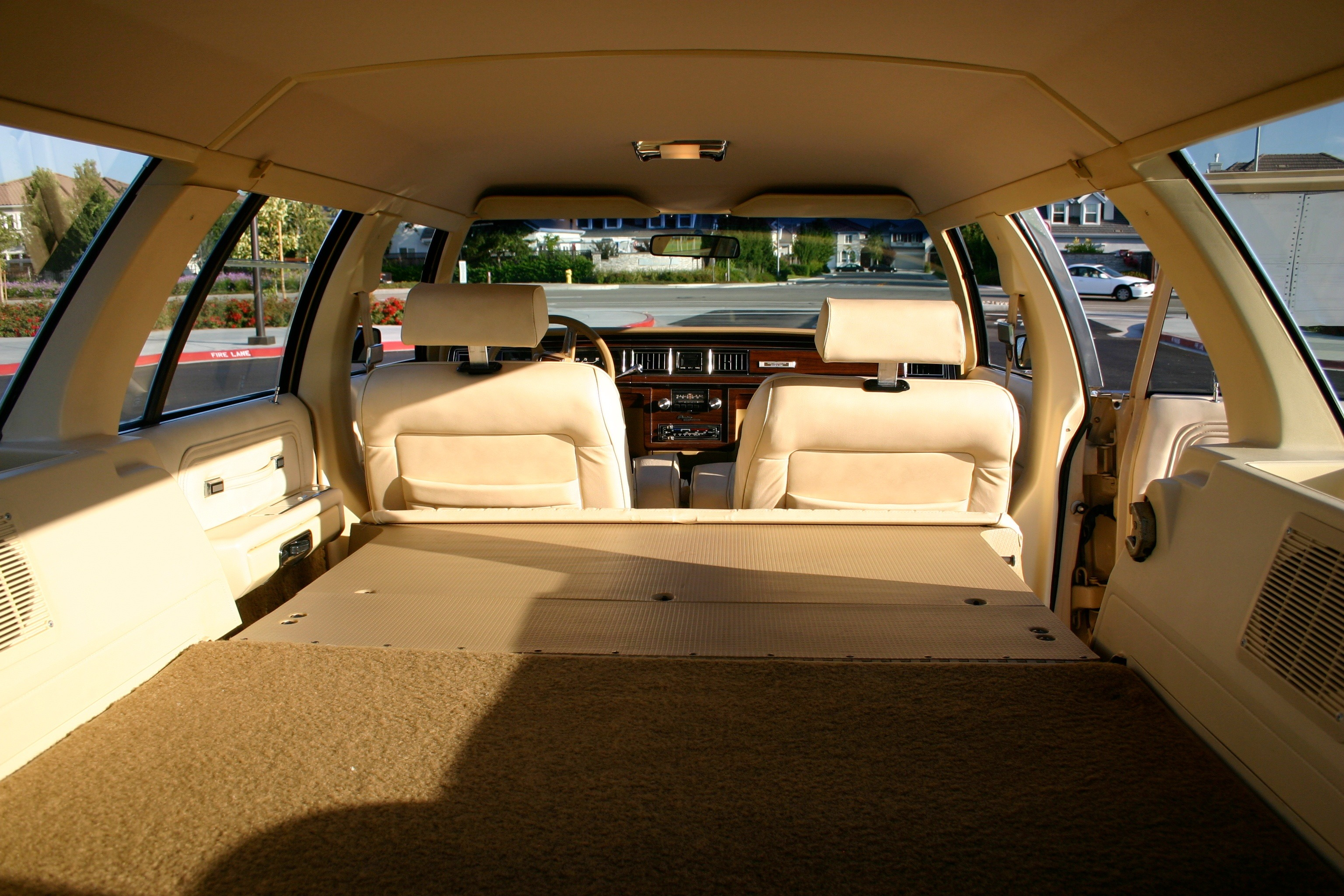